# لويس لامب
لويس لامب (29 مارس 1896 – 6 يناير 1978) هي عالمة نبات أمريكية ومربية. ودرست في مختلف المستويات منذ ما يقرب من 50 عاما في جامعة ولاية أوهايو قبل أن تتقاعد وتصبح مساعدة أستاذ في عام 1966، وكانت عضوا في ستة جمعيات علمية وأربعة جمعيات فخرية خلال مهنة التدريس.

## الحياة والتعليم
وُلدت في مقاطعة فاييت، أوهايو لجيرترود ليزلي وفريدريك كريستيان في 29 مارس عام 1896. وحضرت في جامعة ولاية أوهايو تخصص علم النبات بشكل أساسي بالإضافة الي علم الحيوان، وحصلت على ليسانس الآداب وبكالوريوس العلوم في عام 1919، وماجستير العلوم في عام 1922 ودرجة الدكتوراه في عام 1927. بعد أن تقاعدت من التدريس، تزوجت برنتون سي. زيمرمان.

## الحياة المهنية
من 1917 إلى 1920 كانت لامب طالبة مساعدة في جامعة ولاية أوهايو، وبدأت حياتها المهنية كمعلمة، ولمدة 46 عاما بعد تقديمها كطالبة مساعدة أصبحت معيدة (1920-1923) ومدربة (1923-1924, 1926-1940) وأستاذة مساعد (1940-1966) ولم تترقي لأعلي من أستاذ مساعد ، بعد عام 1966 التي أصبحت فيه مساعدة أستاذ.
كانت عضوا سيجما كاي وشغلت منصب الامين العام للمنظمة من عام 1947 إلى عام 1952.
بَنت عملها علي جون وأفكار شافنير لتسميات التصنيف التفرعي الحيوي. وتركز بحثها على تشريح النباتات الوعائية النامية بشكل أساسي، وفي رسالة الماجستير درست غصين انفصال في شجرة الحور القطني، وفي أطروحة الدكتوراه كتبت عن تطوير الذرة السويداء، وكانت بمثابة الفنان الذي ساهم في أوراقها العلمية وعرض لها الفن علنا وضافت الرسومات العلمية لمنشوراتها.

## الأوسمة والمجتمعات
- شهادة تقدير في العلم والتعليم من أوهايو النواب الأعضاء
- زميلة وعضوة مجلس الجمعية الأمريكية لتقدم العلوم (1929-1940)
- عضوة رابطة الوراثة الأمريكية
- عضوة المعهد الأمريكي للعلوم البيولوجية
- عضوة المجتمع النباتي الأمريكي
- عضوة الجمعية الوطنية للفنون والآداب
- عضوة أوهايو أكاديمية العلوم
- عضوة فاي ابسيلون فاي (الوطنية الفخري النباتية الأخوة)
- عضوة فاي ابسيلون اوميكرون الجمعية الفخرية في الاقتصاد المنزلي
- عضوة ورئيسة وطنية للنساء الخريجات من علوم المتخرجي من الاخوية العلمية للمرأة(1940) [3]
- عضوة سيجما كاي[7]